# Pierre Hemmer
Pierre Hemmer (ur. 6 kwietnia 1912 w Ettelbrucku, zm. 23 listopada 1976 w Luksemburgu) – luksemburski lekkoatleta specjalizujący się w biegach średniodystansowych.
Pierwszy występ Hemmera na arenie międzynarodowej miał miejsce w 1934 roku podczas I Mistrzostw Europy w Turynie. Wziął udział w jednej konkurencji. Na dystansie 800 metrów zajął trzecie miejsce w swoim biegu eliminacyjnym i z czasem 1:59,1 awansował do fazy finałowej. W finale zajął ósme miejsce ustanawiając czasem 1:55,8 nowy rekord Luksemburga.
Hemmer reprezentował Wielkie Księstwo Luksemburga podczas XI Letnich Igrzyskach Olimpijskich w 1936 roku w Berlinie, gdzie wystartował w dwóch konkurencjach. W biegu na 800 metrów z czasem 1:56,3 zajął w swoim biegu eliminacyjnym piąte miejsce, co oznaczało dla Luksemburczyka koniec udziału w zawodach. Podobnym wynikiem zakończył się start Hemmera na dystansie biegu na 1500 metrów – odpadł on w fazie eliminacyjnej zajmując w swoim biegu, z nieznanym czasem, miejsca 7-10.

## Rekordy życiowe
- bieg na 800 metrów – 1:55,8 (1934)
- bieg na 1500 metrów – 4:06,6 (1936)